# DR 137 031 … 093
| DR 137 031–035, 074, 080-093 „Einheitstriebwagen mit Essener Grundriss“ | DR 137 031–035, 074, 080-093 „Einheitstriebwagen mit Essener Grundriss“ | DR 137 031–035, 074, 080-093 „Einheitstriebwagen mit Essener Grundriss“ | DR 137 031–035, 074, 080-093 „Einheitstriebwagen mit Essener Grundriss“ |
| ----------------------------------------------------------------------- | ----------------------------------------------------------------------- | ----------------------------------------------------------------------- | ----------------------------------------------------------------------- |
| Preußischer ET 551                                                      |                                                                         |                                                                         |                                                                         |
| Nummerierung                                                            | DR: 137 031-035 DB VT 70 911 ab 1970:DR 185 001-002                     | DR: 137 074 DB VT 39 000 DB VT 32 002                                   | DR: 137 080–093 DB VT 33 204-208 211,212 ab 1970:DR 185 009-010         |
| Hersteller                                                              | MAN                                                                     | MAN                                                                     | Waggonfabrik Uerdingen Talbot                                           |
| Betriebsgattung                                                         | BC4ivT                                                                  | BC4ivT                                                                  | BC4ivT                                                                  |
| Sitzplätze                                                              | 61                                                                      | 61                                                                      | 61                                                                      |
| Stehplätze                                                              | 50                                                                      | 50                                                                      | 50                                                                      |
| Baujahr                                                                 | 1934                                                                    | 1934                                                                    | 1935                                                                    |
| Ausmusterung                                                            | -1975                                                                   | 1964                                                                    | -1977                                                                   |
| Anzahl                                                                  | 5                                                                       | 1                                                                       | 14                                                                      |
| Raddurchmesser                                                          | 900 mm                                                                  | 900 mm                                                                  | 900 mm                                                                  |
| Drehgestellradstand                                                     | MD:3.500 mm TD:3.000 mm                                                 | MD:3.500 mm TD:3.000 mm                                                 | MD:3.500 mm TD:3.000 mm                                                 |
| Drehzapfenabstand                                                       | 14.270 mm                                                               | 14.270 mm                                                               | 14.270 mm                                                               |
| Gesamtradstand                                                          | 17.470 mm                                                               | 17.520 mm                                                               | 17.520 mm                                                               |
| Länge über Puffer                                                       | 21.873 mm                                                               | 21.873 mm                                                               | 21.873 mm                                                               |
| Dienstmasse                                                             | leer 42.266 kg besetzt 46.841 kg                                        | leer 44.290 kg besetzt 48.865 kg                                        | leer 42.500 kg besetzt 49.070 kg                                        |
| Höchstgeschwindigkeit                                                   | 100 km/h                                                                | 100 km/h                                                                | 110 km/h                                                                |
| Bremsen                                                                 | Druckluftbremse Bauart Hildebrandt-Knorr                                | Druckluftbremse Bauart Hildebrandt-Knorr                                | Druckluftbremse Bauart Hildebrandt-Knorr                                |
| Feststellbremse                                                         | Handbremse                                                              | Handbremse                                                              | Handbremse                                                              |
| InstallierteLeistung                                                    | 302 kW (410 PS)                                                         | 309 kW (420 PS)                                                         | 302 kW (410 PS)                                                         |
| Motorentyp                                                              | urspr. Maybach GO 5                                                     | urspr. MAN L2x6V 17,5/18                                                | urspr. Maybach GO 5                                                     |
| Motorbauart                                                             | Zwölfzylinder-Viertakt-Dieselmotor                                      | Zwölfzylinder-Viertakt-Dieselmotor                                      | Zwölfzylinder-Viertakt-Dieselmotor                                      |
| Tankinhalt                                                              | 1.020 l                                                                 | 1.020 l                                                                 | 990 l                                                                   |
| Leistungsübertragung                                                    | elektrisch                                                              | elektrisch                                                              | elektrisch                                                              |

Die Triebwagen 137 031 bis 035, 074 und 080 bis 093 sind eine Triebwagenbaureihe, die ursprünglich mit 302 kW Leistung für die Deutsche Reichsbahn-Gesellschaft als Einheitstriebwagen mit Essener Grundriss gebaut wurden. Die Fahrzeuge der einzelnen Serien unterschieden sich hauptsächlich in der Maschinenanlage und der Leistungssteuerung. Nach 1945 kamen je sieben Fahrzeuge zu den beiden deutschen Bahnverwaltungen, wo das letzte Fahrzeug 1977 bei der Deutschen Reichsbahn ausgemustert wurde. Ein Fahrzeug der Serie ist nicht erhalten geblieben. Der als Ferienunterkunft umgebaute VT 137 033 war mit einem Steuerwagen 1991 noch im Bahnhof Lietzow (Rügen) vorhanden und wurde später verschrottet.

## Geschichte

### Reichsbahn-Zeit
Mit gleicher Maschinenanlage wie die DR 137 028 bis 030 bestellte die Deutsche Reichsbahn 1934 zunächst fünf Triebwagen nach dem sogenannten Essener Grundriss. Später wurden noch ein Wagen (DR 137 074) mit einem Motor mit 309 kW Leistung und 14 weitere Fahrzeuge mit dem gleichen Antriebsmotor wie die erste Lieferung bestellt. Die Fahrzeuge sahen zum ersten Mal einen Fahrgastraum mit einem Mitteleinstieg und Doppelschiebetür für den beschleunigten Fahrgastfluss vor, da sich die DR mit diesen Fahrzeugen an dem Wettbewerb für einen beschleunigten Nahverkehr mit kurzen Haltestellenabschnitten beteiligen wollte. Gleichzeitig mit den Triebwagen wurde je ein Steuerwagen geliefert. Der Motor des VT 137 074 war ein sogenannter Zweiwellenmotor, bei dem jede Zylinderseite eine eigene Kurbelwelle besaß. Diese zwei Kurbelwellen wurden über ein Übertragungsgetriebe auf einen gemeinsamen Abgang zum Generator geführt.
Alle Fahrzeuge wurden nach Ablieferung in westdeutschen Ballungsgebieten im S-Bahn-ähnlichen Verkehr eingesetzt, wobei wichtige Betriebserfahrungen für die später bestellten Fahrzeuge gesammelt werden konnten. Allen Fahrzeugen gemeinsam waren Motorprobleme. So erhielt der VT 137 074 nach wenigen Jahren einen 360-PS-Motor von Deutz. Während des Krieges wurden sie zunächst stillgelegt und nach und nach als fahrbare Notstromaggregate hergerichtet. Nach dem Krieg kamen je sieben Fahrzeuge zur Deutschen Bundesbahn und zur Deutschen Reichsbahn.

### Nachkriegsära

#### Deutsche Bundesbahn
Die bei der Deutschen Bundesbahn verbliebenen sieben (einschließlich des einst mit dem Zweiwellenmotor ausgerüsteten VT 137 074) Triebwagen erhielten zunächst eine neue Antriebseinheit und wurden unter der neuen Bezeichnung VT 32 002 (der ehemalige VT 137 074) und VT 33 204, 205, 207, 208, 211 und 212 im Bahnbetriebswerk Bielefeld und im Bahnbetriebswerk Landau eingesetzt. VT 33 205 und 207 erhielten zudem Polstersitze in der dritten Klasse. Mit einer Sonderausstattung waren die VT 33 211 und 212 an die Hohe Kommission vermietet. Die Fahrzeuge waren noch bis in die 1960er Jahre im Einsatz und wurden danach ausgemustert.

#### Deutsche Reichsbahn
Die Deutsche Reichsbahn setzte ihre Fahrzeuge im Raum Berlin sowie in Stendal und Seddin ein, wobei sie die verschiedensten Aufgaben erfüllten. Zwei Fahrzeuge wurden als Salontriebwagen der Rbd Berlin verwendet. Sämtliche Fahrzeuge erhielten eine neue Antriebsanlage von ČKD, außerdem wurde bei ihnen die Inneneinrichtung modernisiert.
Fünf Fahrzeuge wurden 1970 zur Einführung des EDV-Nummersystems noch in die Baureihe 185 eingereiht. Der VT 137 088 (neu: 185 009) war am längsten, bis 1977, im Einsatz. Eine Sonderrolle spielte der VT 137 033 (neu: 185 253), der 1975 zur Ferienunterkunft mit einem Steuerwagen genutzt wurde und 1991 noch vorhanden war. Der Wagen besaß zu diesem Zeitpunkt keinen mittleren Einstieg mehr, er wurde 1993 verschrottet. Eine Sonderrolle spielte der VT 137 091, der nach dem Krieg in Frankreich blieb und von den SNCF unter der Fahrzeugnummer 2-XR 5301 weiter genutzt wurde. Das weitere Schicksal des Fahrzeuges ist unbekannt.
Von den Einheitstriebwagen mit Essener Grundriss ist kein Fahrzeug erhalten geblieben.

## Fahrzeugbeschreibung
Gegenüber den in der Fahrzeugkonfiguration ähnlichen DR 137 028 bis 030 besaßen die Fahrzeuge den anderen Fahrzeuggrundriss, den Essener Grundriss. Bei diesem Fahrzeuggrundriss wurden alle Außentüren bis auf die Türen zum Führerstand als Schiebetüren mit den entsprechend niedrigeren Haltestangen ausgeführt. Am mittleren Ende des Großraumes 3. Klasse waren Abort mit Wascheinrichtung und ein Heizraum platziert. An den Stirnseiten waren je eine Übergangstür für den Übergang in den Beiwagen für das Zugpersonal.
Die Maschinenanlage war vom Prinzip her wie bei den DR 137 028 bis 030 gestaltet. Die Fahrzeuge der ersten und der letzten Serie waren mit dem Dieselmotor Maybach GO 5 ausgerüstet. Da dieser Motor in der Anfangszeit des Dieseltriebwageneinsatzes noch nicht zuverlässig arbeitete, wurde bei dem DR 137 074 als Vergleichsvariante der Zweiwellenmotor MAN L2x6V 17,5/18 eingebaut, der geringfügig mehr leistete. Alle Fahrzeuge haben nach dem Zweiten Weltkrieg andere Antriebseinheiten erhalten; die bei der Deutschen Reichsbahn verbliebenen Fahrzeuge haben als neue Antriebseinheiten den 12 V 170 DR von ČKD erhalten, der VT 137 074 erhielt bereits 1939 den Motor A 12 M 320 von Deutz, und 1963 wird das Fahrzeug mit dem Motor MB 836 von Daimler-Benz geführt. die restlichen VT 33.2 von der DB erhielten nach dem Krieg Austauschmotoren vom Typ GTO 56.
Für den Betrieb mit Steuerwagen waren die Triebwagen mit einer RZM-Mehrfachsteuerung versehen. Die Verbindung geschah vom VT zum VS über eine 32-polige Steckdose. Später wurde die Fahrzeugsteuerung auf eine Mehrfachsteuerung umgebaut. Zur Überwachung des Lokführers war eine wegeabhängige BBC-Sicherheitsfahrschaltung vorhanden.